# Ларнака (аэропорт)

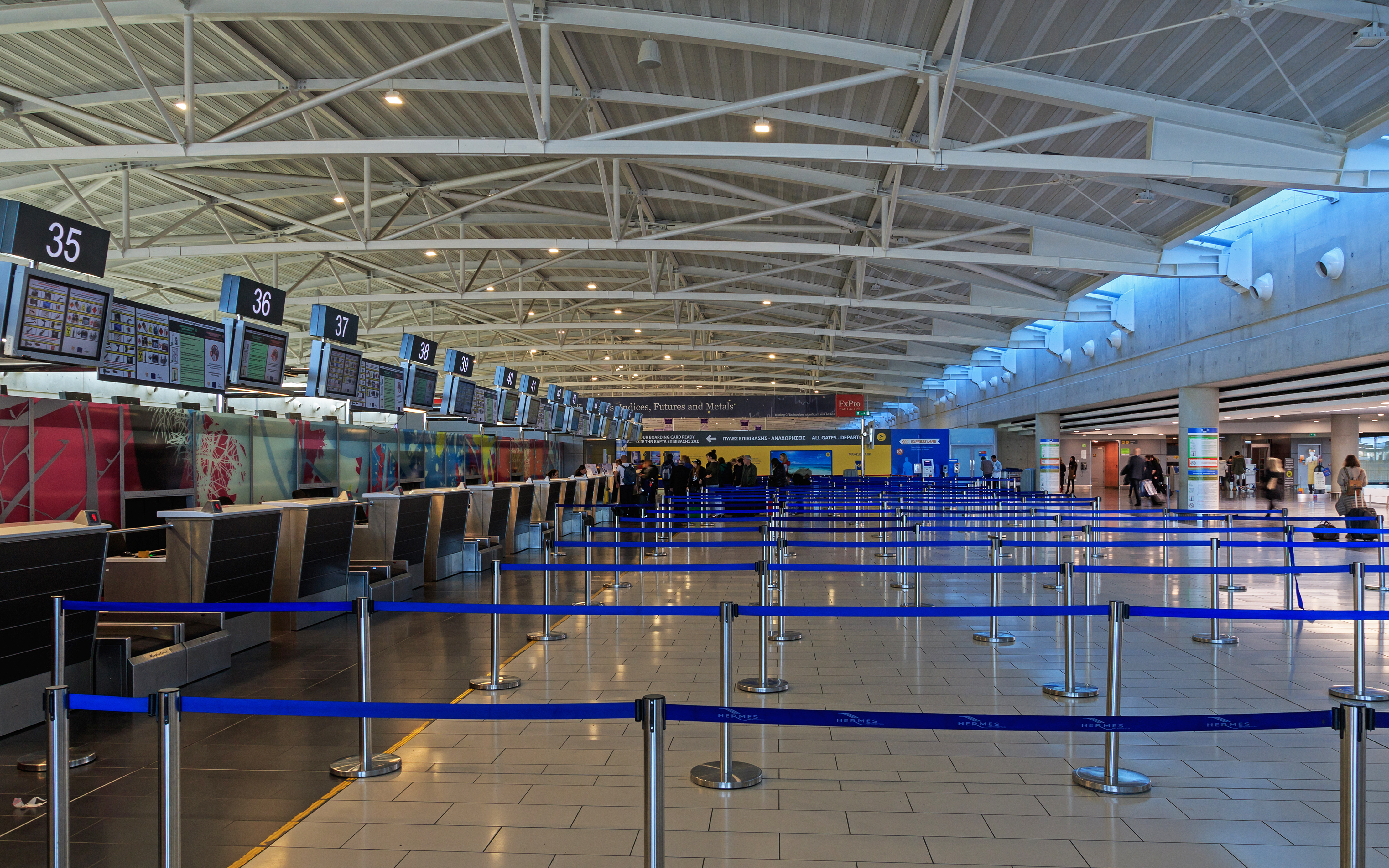
Стойки регистрации

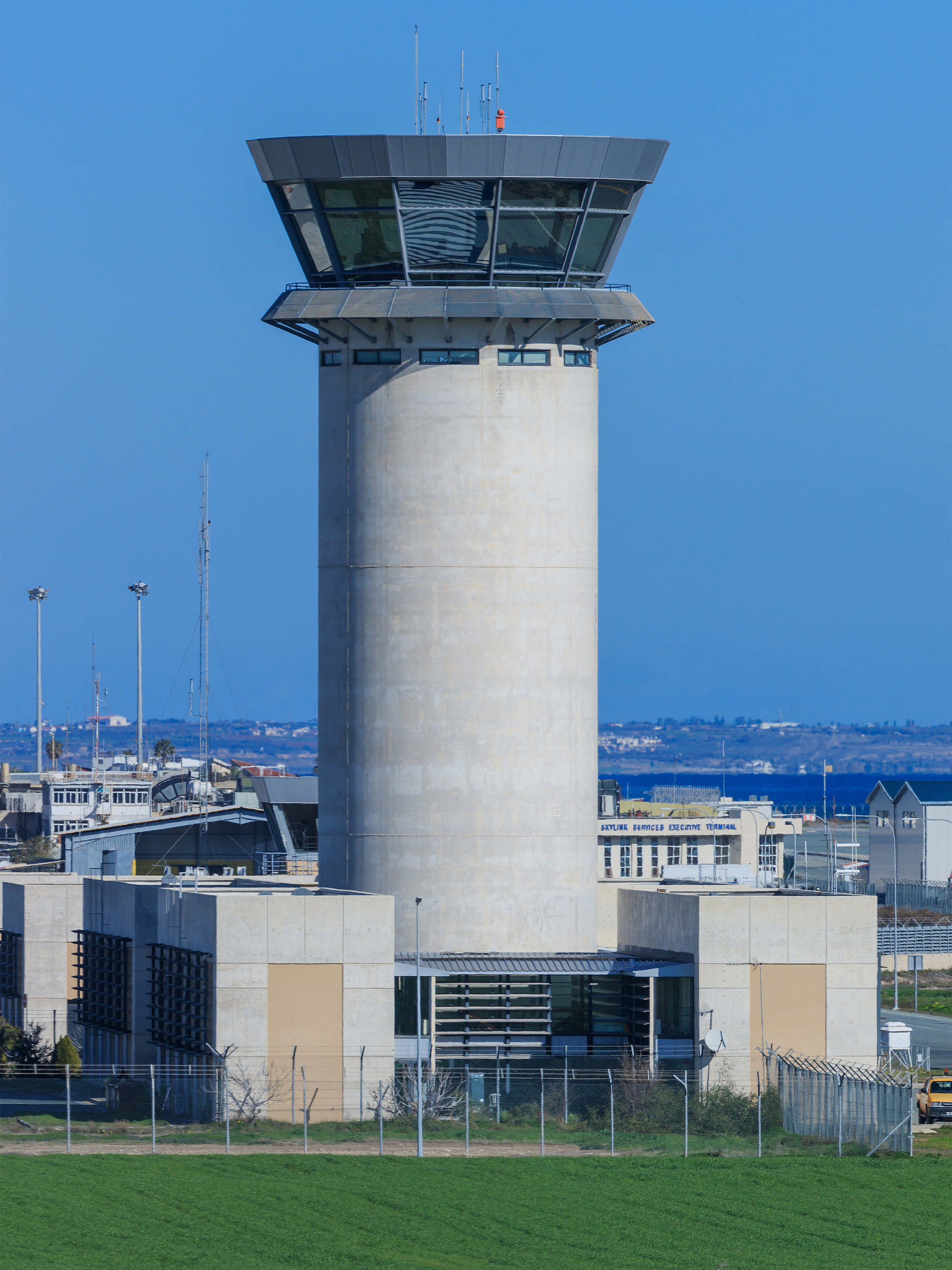
Командно-диспетчерская вышка

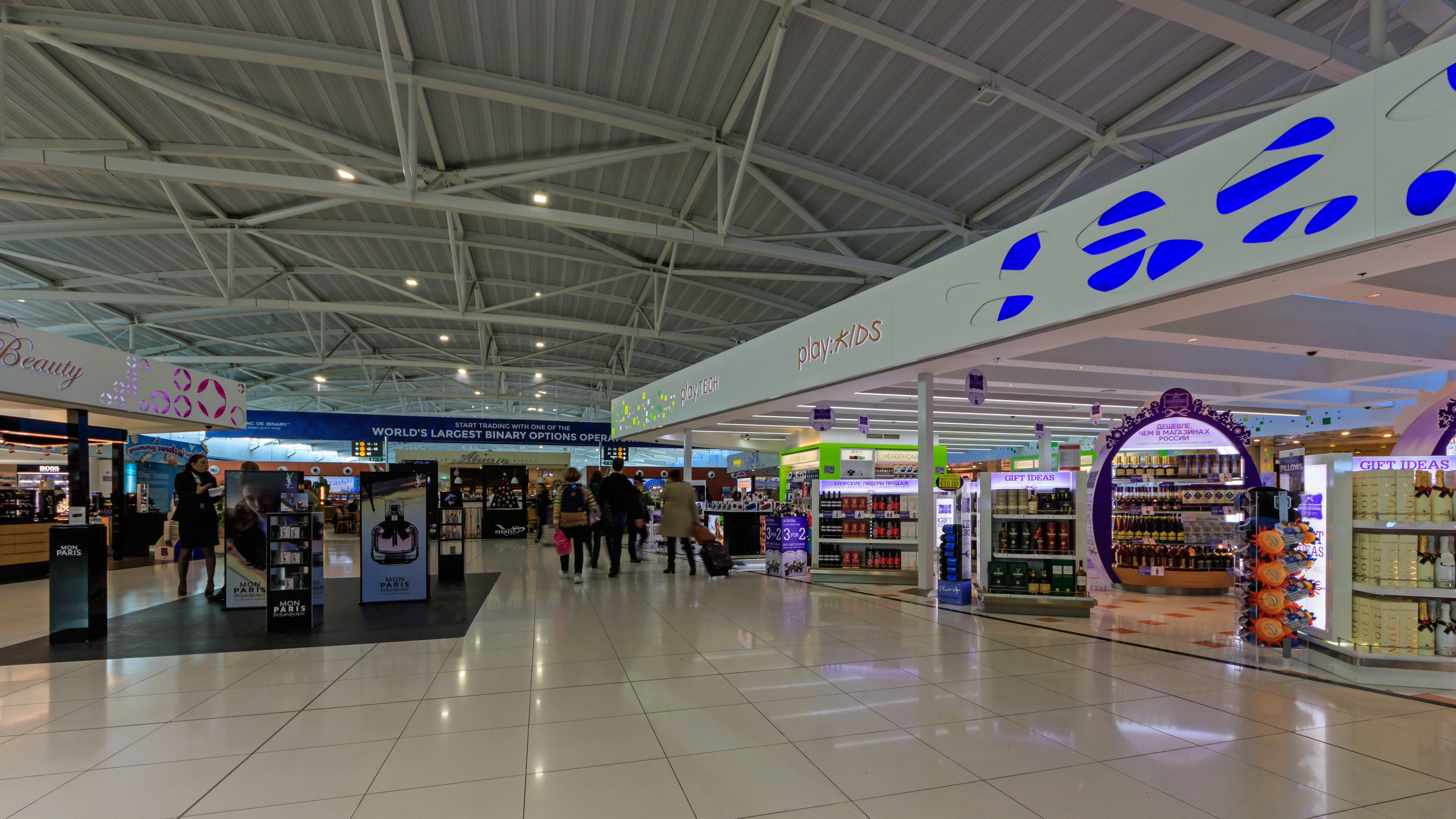
В стерильной зоне

«Междунаро́дный аэропо́рт „Ла́рнака“» (греч. Διεθνής Aερολιμένας Λάρνακας; тур. Larnaka Uluslararası Havaalanı) (ИАТА: LCA, ИКАО: LCLK) — основной и самый крупный аэропорт Республики Кипр. Обслуживает город Ларнаку, его агломерацию и близлежащие районы.

## История
Аэропорт был срочно возведён на замену аэропорту Никосии после раздела острова на Северный Кипр и Республику Кипр. Был портом приписки обеих кипрских авиакомпаний (до их банкротства): «Cyprus Airways» и «Eurocypria Airlines».

## Авиакомпании и направления
С 24 февраля 2022 года в связи с российским вторжением на Украину все полёты из Украины приостановлены.
С 11 апреля 2022 года 21 российской авиакомпании запрещены полёты над территорией ЕС.

## Инциденты и происшествия
- 29 марта 2016 года на стоянке аэропорта разворачивались события, связанный с угоном самолёта египетской авиакомпании «EgyptAir».